# Haikou
Haikou (chiń. 海口; pinyin Hǎikǒu) – miasto o statusie prefektury miejskiej w południowych Chinach, na wyspie Hajnan, ośrodek administracyjny prowincji Hajnan. W 2010 roku liczba mieszkańców miasta wynosiła 680 177. Prefektura miejska w 2007 roku liczyła ok. 1 794 500 mieszkańców. Główny port handlowy na wyspie; ośrodek przemysłu rybnego, cukrowniczego, olejarskiego, metalowego, maszynowego i elektronicznego. Miasto posiada własny port lotniczy.

## Historia
Haikou pełniło pierwotnie funkcję portu obsługującego miasto Qiongshan, dawną stolicę Hajnanu. W XIII wieku utworzono w Haikou posterunek wojskowy, a za panowania dynastii Ming (1368–1644) wybudowano fortyfikacje. Pomimo tego, że Haikou nie leży nad zatoką a u ujścia rzeki Nandu Jiang, było głównym portem na wyspie. Po podpisaniu traktatu tiencińskiego i otwarciu Qiongshan dla handlu zagranicznego w 1876 roku, Haikou zaczęło rywalizować z głównym miastem na wyspie. W 1926 roku Haikou otrzymało status powiatu i wkrótce potem, w latach 30. wyprzedziło Qiongshan pod względem liczby ludności. Miasto rozwijało się prężnie jako port w okresie wojny chińsko-japońskiej (1937–45), kiedy było okupowane przez Japończyków w latach 1939–45.
W kolejnych latach Haikou utrzymało pozycję głównego miasta i portu Hajnanu. W 1988 roku Hajnan został wydzielony z prowincji Guangdong i ustanowiony odrębną prowincją, a cała wyspa zyskała status specjalnej strefy ekonomicznej. W Haikou nastąpił wzrost gospodarczy i zwiększenie liczby ludności.

## Podział administracyjny
Prefektura miejska Hefei podzielona jest na:
- 4 dzielnice: Longhua, Xiuying, Qiongshan, Meilan.

## Miasta partnerskie
- Szkocja, Perth
- Stany Zjednoczone, Oklahoma City
- Polska, Gdynia